# Тейлор, Джефри Инграм
Сэр Джефри Инграм Те́йлор (англ. Geoffrey Ingram Taylor; 7 марта 1886 года, Сент-Джонс-Вуд — 27 июня 1975 года, Кембридж) — английский физик, математик и специалист по гидродинамике и теории волн.
Его биограф, Джордж Бачелор, описал его как «одного из самых выдающихся ученых в этом (20-м) веке».

## Биография
Отец Джефри Тейлора, Эдвард Инграм Тейлор, был художником, а его мать, Маргарет Буль, была дочерью математика  Джорджа Буля. Тейлор изучал математику в Тринити-колледже в Кембридже. В детстве он был очарован наукой после посещения Королевского института.
В 1910 году он стал стипендиатом Тринити-колледжа. Его работы по турбулентности в атмосфере были удостоены премии Адамса в 1915 году.
С началом Первой мировой войны он был отправлен на Королевский завод по изготовлению самолётов в Фарнборо применять свои знания в конструкции самолётов. Там Тейлор также научился управлять самолётом и прыгать с парашютом.
После войны Тейлор работал над применением турбулентного потока в океанографии. Сделал широкую по охвату работу по механике жидкости и твердого тела, включая исследования по деформации кристаллических материалов, которые следовали из его военной работы в Фарнборо.
Во время Второй мировой войны Тейлор снова работал над применением своих знаний в военных целях, таких как распространение взрывных волн, подводные взрывы. Эти знания пригодились в Лос-Аламосе, куда Тейлор был направлен вместе с британской делегацией Манхэттенского проекта 1944—1945 годов. 
Тейлор продолжил свои исследования после окончания войны в составе Комитета авиационных исследований и работал над развитием сверхзвуковой авиации.
Член Лондонского королевского общества (1919), иностранный член Национальной академии наук США (1945), Академии наук СССР (1966).

## Награды, премии, почётные звания
- 1923 — Бейкеровская лекция
- 1933 — Королевская медаль
- 1944 — Рыцарь-бакалавр
- 1944 — Медаль Копли Королевского общества
- 1954 — Медаль и премия Гутри
- 1954 — Медаль Вильгельма Экснера
- 1956 — Медаль де Моргана
- 1958 — Медаль Тимошенко
- 1962 — Медаль Франклина
- 1969 — Орден Заслуг
- 1972 — Премия Теодора фон Кармана